# ポンヌフ
ポンヌフ（仏: Pont Neuf）は、フランスの首都パリのセーヌ川に架かる橋で、シテ島の先端を横切る2つの短い橋であるが、2つ合わせて1の橋と考える。ポンヌフは、フランス語で「新しい橋」の意味であるが、16世紀から17世紀にかけて建設されたものであり、パリに現存する最古の橋である。
カナ表記はポンヌフまたはポン・ヌフであるが、「ポン」に「橋」の意味があり、ポンヌフ橋という表記は二重表現になる。

## 概要

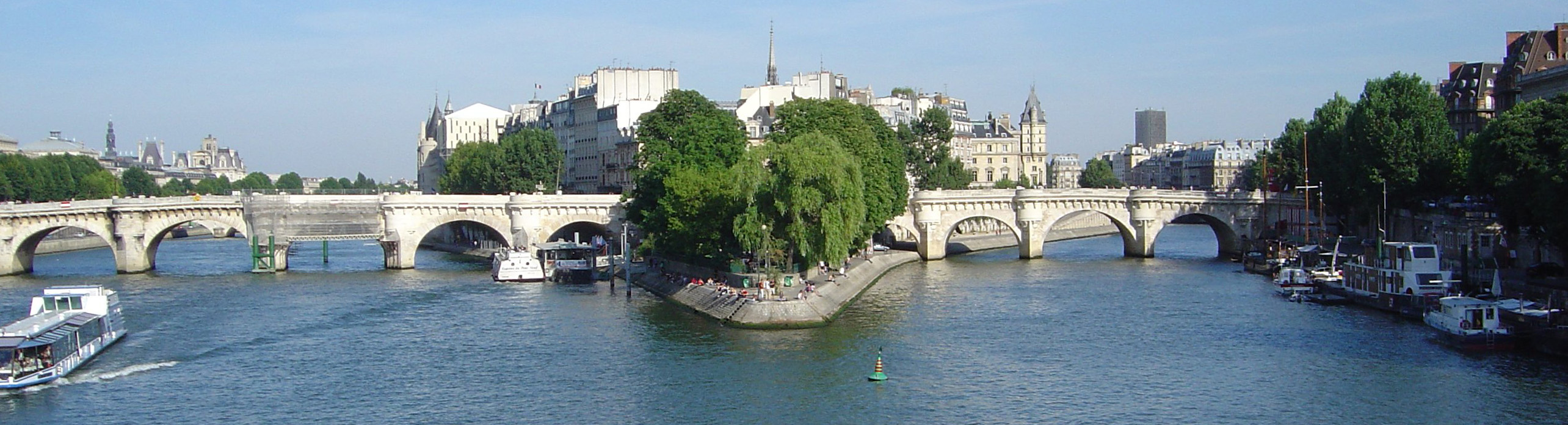
セーヌ川を跨ぐ2つの橋

橋はシテ島の西端（下流側）をかすめて、セーヌ川左岸（南岸パリ6区側）と同右岸（北岸パリ1区側）とを結んでいる。シテ島の南側にアーチが5つ、北側にアーチが7つあり、全長238m、幅22m。
橋の建設はアンリ3世によって決定され、1578年に起工、1607年に竣工した。橋は当時一般的であった小さなアーチを連続させる構造を持っている。当初から多くの交通で賑わい、長期にわたってパリで最も幅の広い橋であった。橋はたびたび修理を受けてきたが、その基本的構造は建築当時のままであり、「ポンヌフのように丈夫」ということわざも生まれたほど頑丈な橋である。
パリの旧市街の中心にあり、歴史的に多くの事件の現場となってきた。橋にはルイ13世、ルイ14世、ルイ15世、アンリ4世らの騎馬の銅像が置かれていたが、フランス革命下に、パリの民衆によって破壊されている。
近くにこの橋から名付けられたメトロのポンヌフ駅がある。

## 交通
- メトロ7号線 ポンヌフ駅Pont Neuf下車

## 隣の橋
（上流）ノートルダム橋・プティ・ポン―シャンジュ橋・サン＝ミシェル橋―ポンヌフ―ポンデザール―カルーゼル橋（下流）

## ポンヌフを描いた美術作品

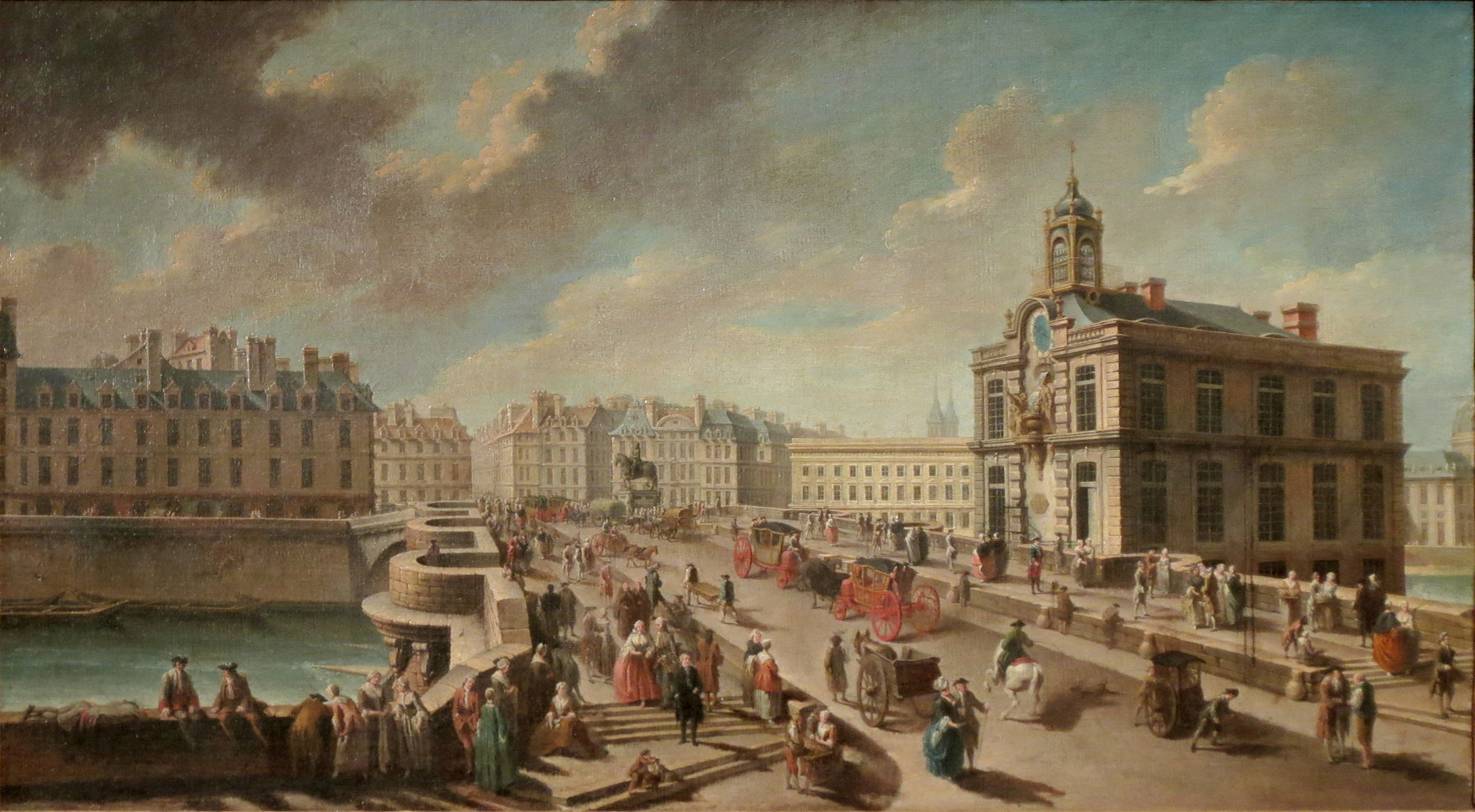
(画)N.J.B.ラグネ(1777)
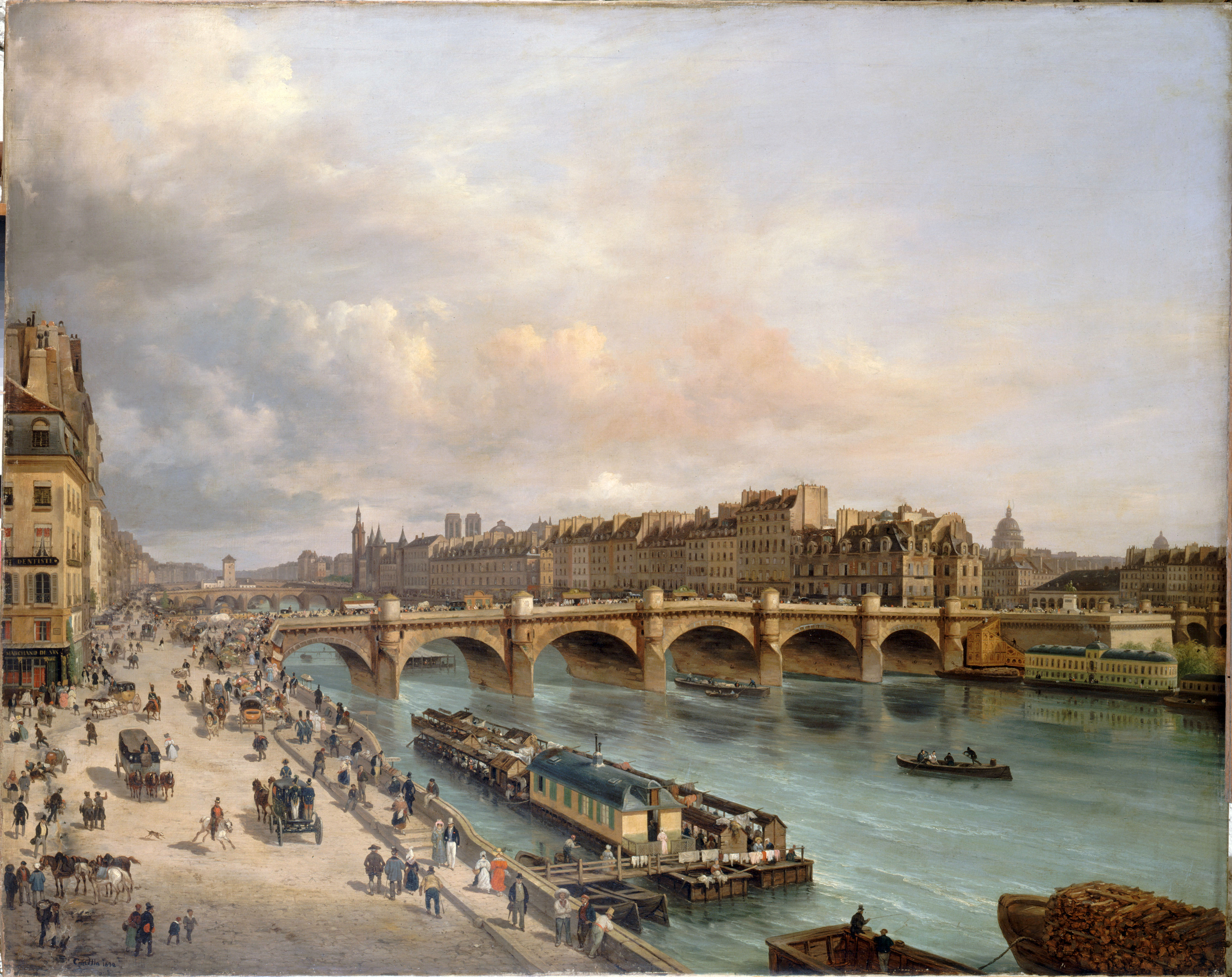
(画)ジュゼッペ・カネッラ(1832)
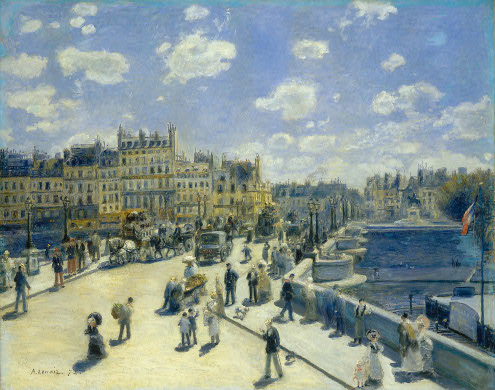
(画)ピエール＝オーギュスト・ルノワール(1872)
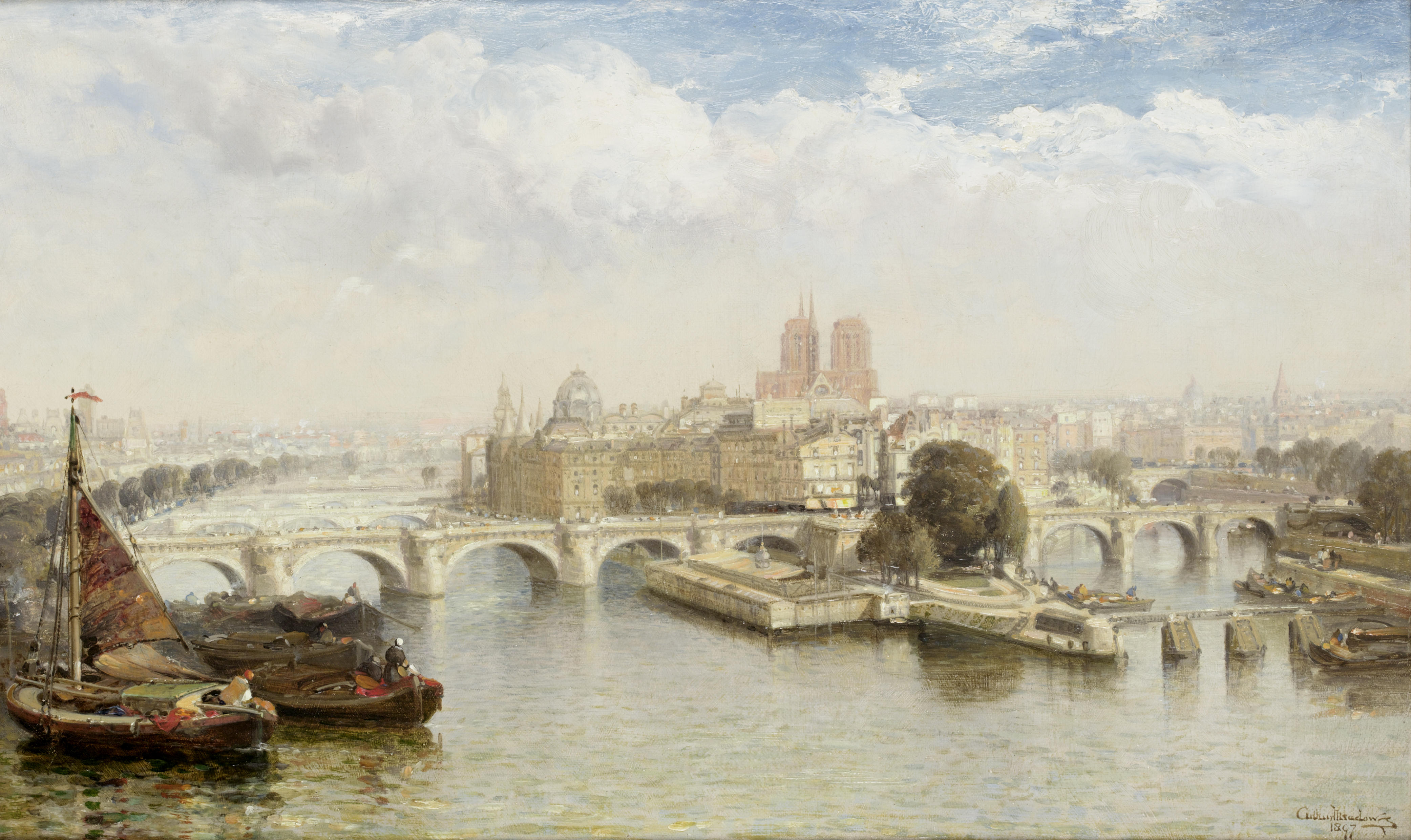
(画)アーサー・ジョゼフ・メドーズ(1897)
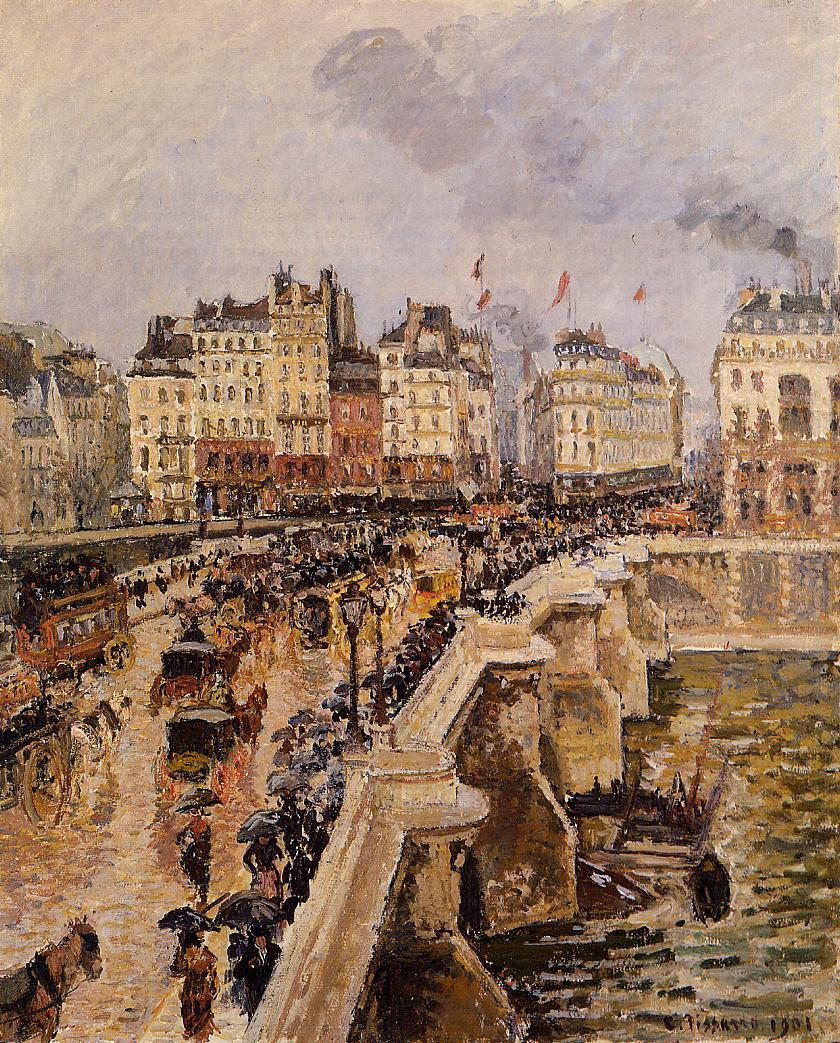
(画)カミーユ・ピサロ(1901)
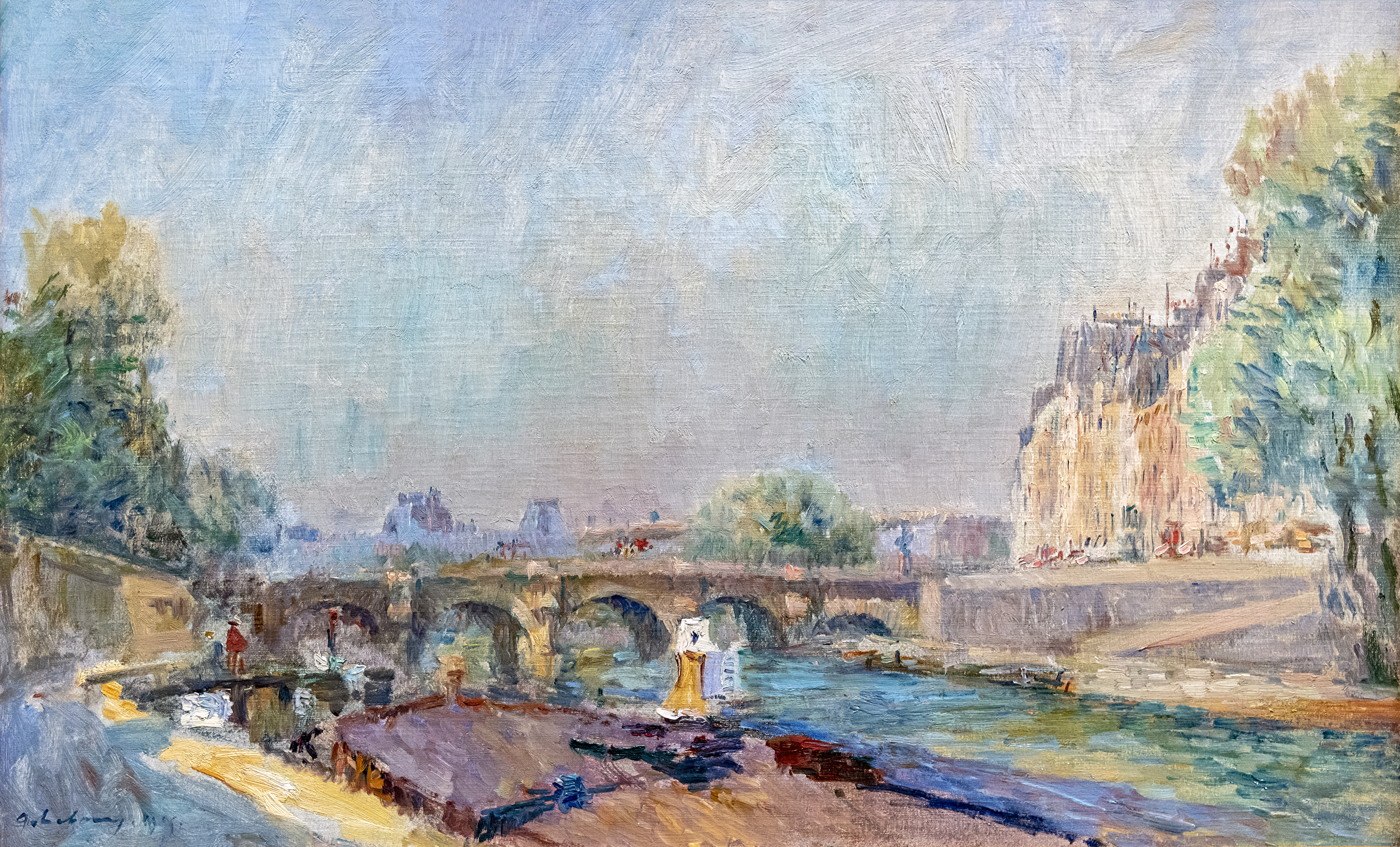
(画)アルベール・ルブール(1905)
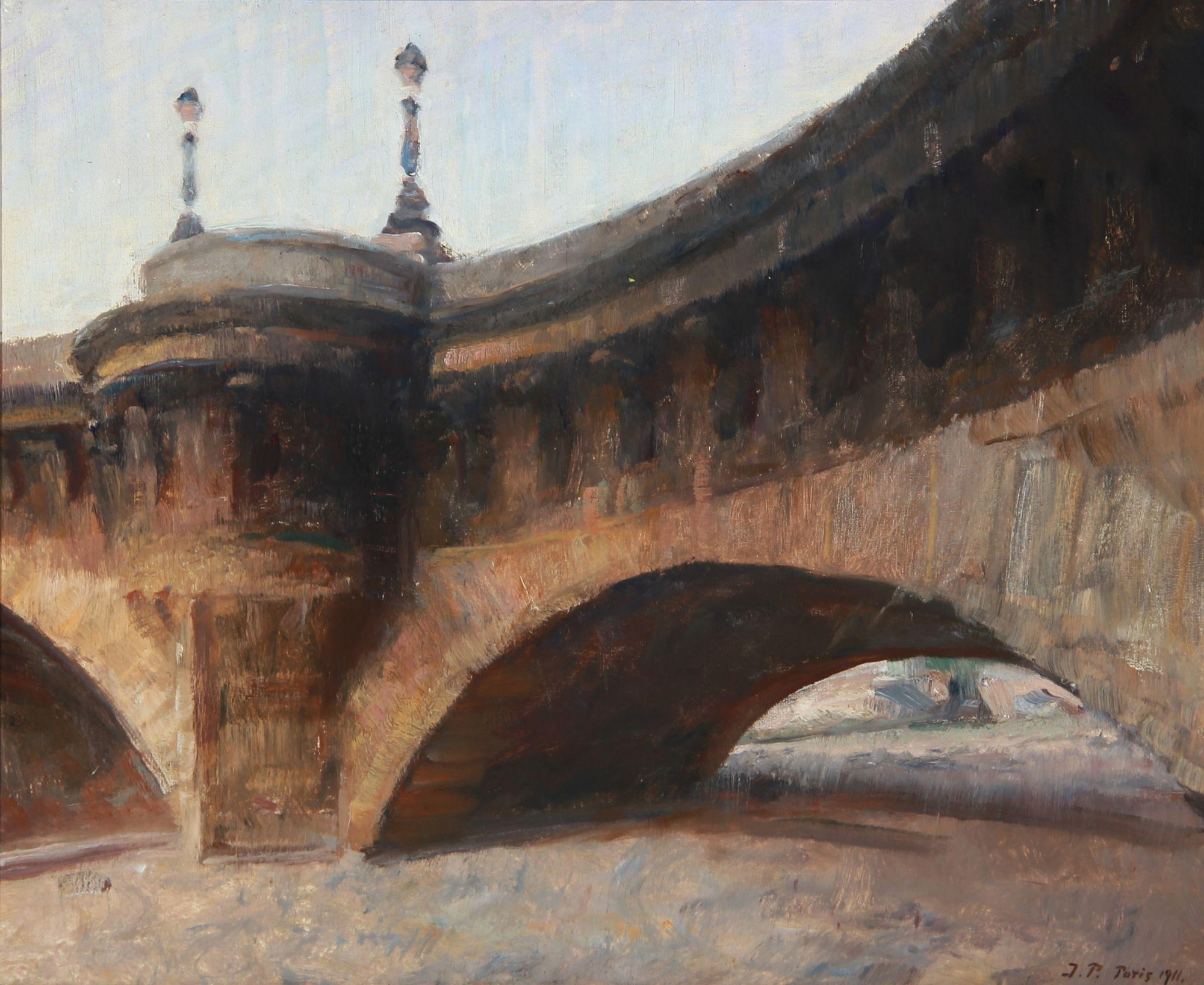
(画)ユリウス・パウルセン(1911)
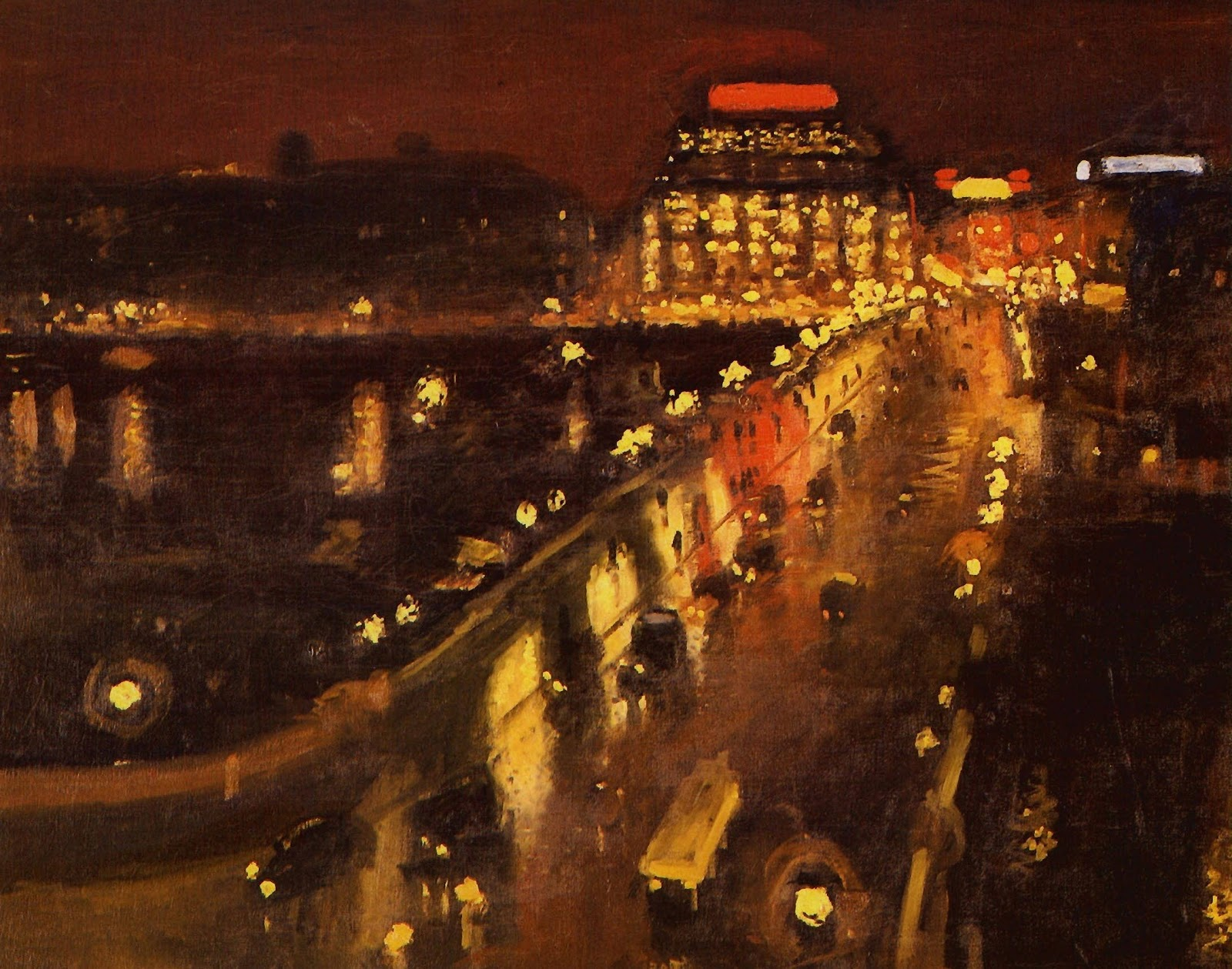
(画)アルベール・マルケ
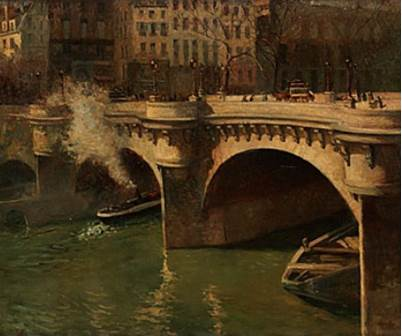
(画)エマ・チャドウィック